# Butadžiri-Silti
Butadžiri-Silti je 80 km dlouhé vulkanické pole, nacházející se na západním okraji etiopského riftu, blízko města Däbrä Zäjit v Etiopii.
Pole je tvořeno několika dómy, struskovými kužely, maary a lávovými proudy. Ze starších hornin převládají ryolity, z mladších bazalty.

## Seznam vulkanických forem pole Butadžiri-Silti
- Maarit
  - Ara-Satan
  - Haro Madzia